# In the Mix
In the Mix és una comèdia estatunidenca dirigida per Ron Underwood i estrenada el 2005. Ha estat doblada al català.

## Argument
El DJ novaiorquès Darrell salva la vida de Frank, en la festa d'aniversari de la noia d'aquest últim, Dolly, estudiant en dret
Per agrair-ho, Frank, un cap de la màfia que va ser l'amic del seu pare, convida Darrell a allotjar-se a la seva sumptuosa vil·la 
Vist el recent atac del qual ha estat la víctima, exigeix que la seva filla Dolly es faci acompanyar a tots els seus desplaçaments per algú de la casa: Dolly, recalcitrant, s'agafa el seu pare al peu de la lletra i exigeix que el seu guardaespatlles sigui el guapo DJ Darrell, ja que ara forma part de la casa.

## Repartiment
- Usher Raymond: Darrell
- Emmanuelle Chriqui: Dolly
- Chazz Palminteri: Frank
- K.D. Aubert: Cherise
- Robert Davi: Fish
- Kevin Hart: Busta
- Robert Costanzo: Fat Tony
- Matt Gerald: Jackie
- Anthony Fazio: Frankie Junyr
- Geoff Stults: Chad
- Chris Tardio: Angelo
- Isis Faust: Lexi
- Nick Mancuso: Salvatore
- Page Kennedy: Twizzie
- Deezer D: Jojo